# Джеймс, Сельма
Сельма Джеймс (род. 15 августа 1930, Бруклин, Нью-Йорк) — активист и борец за права женщин и против расизма, представительница марксистского феминизма, наиболее известна как соавтор труда «Сила женщин и подрыв общественного» (англ. «The Power of Women and the Subversion of the Community»). Участница многочисленных организаций «Campaign Against Racial Discrimination», «Black Regional Action Movement». Создатель наиболее влиятельной кампании по компенсации репродуктивного труда Международная кампания «Заработная плата за работу по дому».

## Биография
Сельма родилась в Бруклине в 1930 году. С ранних лет работала на фабрике и уже к пятнадцати годам присоединяется к группе Джонсон-Форест. Участвует в семинарах одного их трех лидеров группы, С.Л.Р. Джеймса, о рабстве и Гражданской Войне в Америке. В 1952 она пишет книгу «Место Женщины» (англ. A Woman’s Place), которая была впервые опубликована как колонка в газете для трудящихся. В 1955 году она переехала в Великобританию, чтобы присоединиться и выйти замуж за С.Л.Р. Джеймса, который был выслан из США из-за политики Маккартизма.
С 1958 года по 1962 участвовала в антиколониальном, панафриканском движении вместе с C.Л.Р. Джеймсом, убежденная в необходимости создания автономной Федерации Вест Индии.
В 1972 году в соавторстве с Мариарозой Далла Костой опубликовала книгу «Сила женщин и подрыв общественного», где был поставлен вопрос о неоплачиваемом характере домашнего труда (см. репродуктивный труд). После публикации этой книги Сельма Джеймс участвовала в ряде организаций второй волны феминизма, и является одной из создателей движения «Заработная плата за работу по дому».
С 2000 года координирует движение «Международная Женская Забастовка» (англ. Global Women’s Strike), целью которой является достижения гарантированного прожиточного минимума для женщин, и всех тех, кто занимается домашним уходом и репродуктивным трудом.
Сельма Джеймс была одной из тех, кто в мае 2008 года подписал письмо от британских евреев на 60-летие Израиля, объясняющее, что они не будет праздновать 60-ю годовщину Израиля, из-за нарушения прав человека на оккупированных Палестинских территориях.

## Основные произведения
- Место Женщины (1952)
- Пол, раса и класс (1974)
- Сила женщин и подрыв общественного (1972)
- Маркс и феминизм (1983)